# Maryla
Maryla je rozsáhlejší povídka (resp. novela) Aloise Jiráska; autor sám ji charakterizuje jako starodávnou selanku.
Děj je situován do Domkova (okres Náchod) a odehrává se v době klidu a míru po bouřlivém období husitských válek; v té době vládl za nezletilého Ladislava Pohrobka zemský správce Jiří z Poděbrad. V závěru je příběh spojen s volbou Jiřího z Poděbrad českým králem (1458).

## Zajímavosti
- Marylu Jirásek napsal v letech 1884–1885, časopisecky poprvé vyšla v Osvětě v roce 1885,[1] knižně v roce 1887.[2]
- Novela byla několikrát zdramatizována, např.:
  - BLÁHA, Zdeněk. Maryla: Romance z časů krále Holce, kdy byla za groš ovce. Na motivy stejnojmenné novely Aloise Jiráska. 1. [vyd.]. Praha: Dilia, 1976. 62 s.
  - JIRÁSEK, Alois. Maryla: dramatizace starodávné selanky o pěti dějstvích. Zdramatizoval Jan Šimáně. Praha: Dilia, 1959. 86 s.
- V letech 1941–1942 zkomponoval Osvald Chlubna operu Jiří z Kunštátu a z Poděbrad (opus 52) na vlastní libreto dle Jiráskovy Maryly.[3]
- V roce 1953 měla v Olomouci premiéru opera Vladimíra Ambrose Maryla na libreto Evy Hrubanové-Součkové podle této novely.
- V roce 1961 měla v Brně premiéru opera Františka Suchého Maryla na libreto Blanky Trčkové podle této novely.
- Tvrz Domkov je doložena z roku 1434.
- Zbyněk Buchovec je skutečná postava, doložená z volby Jiřího z Poděbrad; byl to voják a účastnil se vojenských tažení.

## Stručný děj
Celý děj se odehrává okolo sporu o Doubravu (pozemky) na hranici dvou usedlostí, tvrzí Domkov a Šonov. Na Šonově vládne dědic Jan Rozvoda a v tvrzi Domkov Zbyněk Buchovec. Oba jsou přesvědčeni o svém právu na Doubravu a odmítají spolu jednat i mluvit.
Schovanka Maryla, kterou si Buchovec přivezl z válečných tažení a žije na Domkově, se právě ve sporné Doubravě setká a zamiluje do Šonovského zemana.
Děj vyvrcholí při útěku Maryly do Šonova, což způsobí téměř ozbrojenou bitku. Buchovec jede osvobodit „unesenou“ Marylu a po zjištění, že odešla dobrovolně, se jí zříká.
K obratu dochází až následkem volby nového krále, kterým se stává Jiří z Poděbrad.

## Vydání
Jiráskova Maryla byla vydána mnohokrát a byla přeložena i do slovenštiny a polštiny. Z českých vydání uvádíme dvě novější:
- JIRÁSEK, Alois. Já mám nejkrásnější milou: (dvě novely). Obsahuje novely Maryla a Zahořanský hon. K vydání připravil Vlastimil Válek s kolektivem studentů Ústavu české literatury a knihovnictví FF MU. S ilustracemi Mikoláše Alše. Vyd. 1. Praha: Blok, 2011. 278 s. ISBN 978-80-86868-50-9.
- JIRÁSEK, Alois. Maryla: Starodávná selanka. 4. vyd. v Čs. spis., samostatné 2. vyd. Praha: Československý spisovatel, 1973. 186, [3] s.

Dále uvádíme jazykově upravené vydání pro čtenáře od 12 let, v němž jsou odstraněny některé jevy, které byly projevem jazykové normy 19. století:
- JIRÁSEK, Alois. Maryla: Starodávná selanka. Text k vydání připravila, vysvětlivky a ediční poznámku napsala Františka Havlová. Doslov napsal Zdeněk Nejedlý. 1. vydání v SNDK. Praha: SNDK, 1967. 158 s. [2. vydání. Praha: Albatros, 1972. 177 s.]

## Dílo dostupné online
V digitální knihovně Kramerius 5 je veřejně přístupná řada děl Al. Jiráska. Uvádíme odkaz na vydání novely Maryla z roku 1937:
- JIRÁSEK, Alois. Maryla a jiné povídky. Dotisk 9. vyd. V Praze: Státní nakladatelství, 1937. 356 s. Dostupné online